# Тушение (кулинария)
Туше́ние — процесс готовки посредством нагревания продуктов в малом количестве жидкости, среднее между варкой и жаркой. 
В ГОСТ Р 50647-94 указано, что тушение — это припускание продуктов с добавлением пряностей и приправ или соуса. Перед тушением продукты можно обжаривать, такой процесс называется брезированием. 
Процесс тушения обычно проводится от 40 минут в закрытой посуде на медленном огне. Как правило, тушат мясо и рыбу вместе с различными овощами и пряностями, чем разнообразнее состав, тем богаче вкус и аромат готового блюда.
Особенности тушения продуктов:
- Свёклу для борща тушат, чтобы сохранить её цвет.

- Щи из квашеной капусты будут вкуснее, если предварительно её потушить с жиром в небольшом количестве жидкости.

- Капуста при тушении теряет излишнюю остроту, в ней разрушается молочная кислота, задерживающая размягчение самой капусты и других овощей[4].